# Junonia eutychia
Junonia eutychia är en fjärilsart som beskrevs av Hans Fruhstorfer 1912. Junonia eutychia ingår i släktet Junonia och familjen praktfjärilar. Inga underarter finns listade i Catalogue of Life.